# Christian Henn
Christian Henn (Heidelberg, 11 maart 1964) is een voormalig Duits wielrenner. Na zijn actieve wielerloopbaan werd Henn ploegleider bij Team Gerolsteiner en Team Milram.
In mei 2007 maakte Henn bekend enige tijd doping (epo) te hebben gebruikt. Ook zijn voormalige ploeggenoten Bert Dietz, Erik Zabel, Udo Bölts, Rolf Aldag en Bjarne Riis gaven toe doping te hebben gebruikt tijdens hun periode bij Telekom.

## Belangrijkste overwinningen
1986
- Eindklassement Hessen Rundfahrt

1988
- Eindklassement Ronde van Rijnland-Palts

1994
- Eindklassement Herald Sun Tour

1996
- Duits kampioen op de weg, Elite
- 2e etappe Ronde van Zweden

1997
- Flèche Ardennaise
- 6e etappe Vredeskoers
- 3e etappe deel A Bayern Rundfahrt
- Eindklassement Bayern Rundfahrt
- 3e etappe deel A Ronde van Denemarken
- Eindklassement Hessen Rundfahrt
- Ronde van Beieren

1998
- Breitling Grand Prix (met Udo Bölts)

## Resultaten in voornaamste wedstrijden
| Jaar | Ronde van Italië | Ronde van Frankrijk | Ronde van Spanje |
| ---- | ---------------- | ------------------- | ---------------- |
| 1989 | 107e             |                     |                  |
| 1990 |                  |                     |                  |
| 1991 |                  |                     | 96e              |
| 1992 | 81e              |                     |                  |
| 1993 | 97e              | 87e                 |                  |
| 1994 | opgave           | 106e                |                  |
| 1995 | 116e             |                     | 45e (1)          |
| 1996 |                  | 76e                 |                  |
| 1997 |                  | 84e                 |                  |
| 1998 |                  | 80e                 |                  |
| 1999 |                  |                     |                  |

| Jaar | Milaan-San Remo | Gent-Wevelgem | Ronde van Vlaanderen | Parijs-Roubaix | Amstel Gold Race | Luik-Bast.‑Luik | Ronde van Lombardije | Parijs-Tours | Parijs-Brussel | Bretagne Classic |  | WK op de weg |
| ---- | --------------- | ------------- | -------------------- | -------------- | ---------------- | --------------- | -------------------- | ------------ | -------------- | ---------------- |  | ------------ |
| 1989 |                 | 61e           |                      |                | 86e              |                 |                      | 69e          | 56e            |                  |  |              |
| 1990 |                 | 85e           | 59e                  |                |                  |                 | 77e                  | 99e          | 54e            |                  |  |              |
| 1991 |                 |               |                      | 89e            |                  |                 |                      | 49e          | 62e            |                  |  |              |
| 1992 | 79e             | 25e           | 84e                  | 46e            | 53e              |                 | 55e                  | ↑            | 15e            | 25e              |  | 47e          |
| 1993 | 108e            |               | 23e                  |                | 64e              |                 | 59e                  | 50e          | 22e            |                  |  | 47e          |
| 1994 |                 |               |                      |                | 45e              | 66e             | 59e                  | 35e          | 39e            |                  |  | 42e          |
| 1995 |                 |               |                      |                |                  |                 |                      | 86e          |                | ↑                |  |              |
| 1996 |                 |               |                      |                |                  |                 |                      |              |                |                  |  |              |
| 1997 |                 |               |                      |                |                  | 84e             | 32e                  |              |                | 13e              |  | 35e          |
| 1998 |                 |               |                      |                |                  |                 |                      |              |                |                  |  |              |
| 1999 |                 | 88e           |                      | 38e            |                  |                 |                      |              |                |                  |  |              |

## Ploegen
- 1989 - Carrera Jeans-Vagabond
- 1990 - Carrera Jeans-Vagabond
- 1991 - Carrera Jeans-Tassoni
- 1992 - Telekom
- 1993 - Telekom
- 1994 - Telekom
- 1995 - Team Deutsche Telekom
- 1996 - Team Deutsche Telekom
- 1997 - Team Deutsche Telekom
- 1998 - Team Deutsche Telekom
- 1999 - Team Deutsche Telekom